# Landa församling, Göteborgs stift
Landa församling är en församling i Kungsbacka kontrakt i Göteborgs stift. Församlingen ingår i Löftadalens pastorat och ligger i Kungsbacka kommun i Hallands län.

## Administrativ historik
Församlingen har medeltida ursprung. Församlingen var till 1962 annexförsamling i pastoratet Ölmevalla och Landa. Från 1962 till 1992 annexförsamling i pastoratet Frillesås, Gällinge, Idala, Ölmevalla och Landa. Från 1992 till 2014 åter annexförsamling i pastoratet Ölmevalla och Landa. Församlingen ingår från 2014 i Löftadalens pastorat.

## Kyrkor
- Landa kyrka